# 동아건설산업
SM동아건설산업주식회사(Dongah Construction Industrial)는 SM그룹 계열의 대한민국의 건설회사이다. 1945년 설립되었다.

## 연혁
- 1945년 충남토건사 설립
- 1949년 동아건설산업 합자회사로 사명변경
- 1957년 대전에서 서울로 본사 이전
- 1961년 서울 영등포에 볼트/너트 생산공장 설립
- 1966년 동아콘크리트 설립
- 1968년 대한민국 국영기업 대한통운 인수
- 1971년 동아진흥기업 설립
- 1972년 동아진흥기업과 합병, 동아건설산업 주식회사로 사명변경
- 1986년 동아콘크리트(주) 흡수합병
- 1998년 기업개선작업 (워크아웃) 개시
- 2000년 아파트 브랜드 '에코빌' 런칭
- 2001년 파산 선고
- 2008년 프라임그룹 인수
- 2014년 기업회생절차 개시
- 2016년 SM그룹 편입

## 로고
|                 |
| 1966년 ~ 1980년 |

|                 |
| 1980년 ~ 1994년 |

|                 |
| 1995년 ~ 2008년 |

|                 |
| 2009년 ~ 2020년 |

|                 |
| 2017년 ~ 2020년 |

|               |
| 2020년 ~ 현재 |

## 주요 사업
- 동진강유역 간척공사
- 대호지구 방조제공사
- 주암 다목적댐
- 합천 다목적댐
- 인천매립지 공사
- 여천 석유화학단지
- 군산 임해공단
- 경부고속도로
- 중앙고속도로
- 영동고속도로
- 남해고속도로
- 구마고속도로
- 88올림픽 고속도로
- 판교 구리간 고속도로
- 광양항 1단계 컨테이너 터미널
- 임원항 정비사업
- 호남고속철도 노반신설공사
- 충주시 충주천 생태하천복원사업
- 유성 동아오피스텔
- 용산 The PRIME
- 동해 효가 The PRIME
- 남지 The PRIME
- 대전관저 동아아파트
- 용인 동아솔레시티
- 울진원자력 5,6호기
- 울산원자력 1,2호기
- 여수화력 2호기
- 리비아 대수로 공사
- 바쿤 터널
- 알주아 산악도로